# Arthur Cockfield
Francis Arthur Cockfield, Barone Cockfield (Horsham, 28 settembre 1916 – Oxford, 8 gennaio 2007) è stato un funzionario e politico britannico.
Era un esponente del partito conservatore ed è stato membro del governo e commissario europeo. È considerato uno dei padri del Mercato Unico Europeo.

## Formazione
Cockfield nacque un mese dopo la morte del padre, tenente dell'esercito britannico rimasto ucciso nella battaglia della Somme.
Venne educato a Dover e si laureò in economia e giurisprudenza alla London School of Economics.

## Carriera professionale
Nel 1938 cominciò a lavorare presso il dipartimento delle entrate del governo britannico. Ebbe una carriera estremamente rapida: nel 1945 venne nominato direttore dell'ufficio statistico e dal 1951 al 1952 fu commissario.
Nel 1953 Cockfield divenne direttore finanziario del gruppo farmaceutico Boots. Dal 1961 al 1967 fu direttore esecutivo e presidente del gruppo. Dal 1962 al 1964 fu anche membro del Consiglio per lo sviluppo economico nazionale.

## Carriera politica

### Consulente del partito conservatore
Nel 1967 Cockfield venne nominato consigliere del politico conservatore Iain Macleod per il fisco e le questioni economiche. Nel 1970 Macleod divenne Cancelliere dello Scacchiere e Cockfield suo consigliere per le questioni fiscali. Macleod morì poco dopo, ma Cockfield rimase consigliere del suo successore al governo, Anthony Barber, fino al 1973.
Dal 1968 al 1969 presiedette la Royal Statistical Society. Dal 1973 al 1977 presiedette la commissione di controllo sui prezzi, istituita per tenere sotto controllo l'inflazione.
Dal 1977 al 1979 Cockfield tornò a svolgere l'incarico di consigliere del partito conservatore, fece parte del gruppo per la ricostruzione economica.

### Membro del governo
Dopo la vittoria elettorale di Margaret Thatcher nel 1979 Cockfield venne nominato Ministro di Stato per il tesoro. Svolse l'incarico fino al 1982, quando divenne segretario di stato per il commercio.
Dopo le elezioni generali del 1983 Cockfield divenne Chancellor of the Duchy of Lancaster. Non aveva specifiche responsabilità di governo e servì sostanzialmente come consigliere del primo ministro.

### Commissario europeo
Alla fine del 1984 Cockfield lasciò il gabinetto di governo per andare a far parte della Commissione Delors I. Il 6 gennaio 1985 entrò in carica come commissario europeo per il mercato interno, il diritto tributario e le dogane e vicepresidente della Commissione delle Comunità europee.
Benché considerato inizialmente un euroscettico, Cockfield promosse fortemente l'integrazione economica europea ed è considerato uno dei padri del Mercato Unico Europeo. Preparò, dietro indicazione di Delors, il Libro Bianco «per il completamento del mercato unico» pubblicato dalla Commissione nel giugno 1985 contenente circa 300 direttive. Negli anni successivi promosse la sua realizzazione, ponendo la data del 31 dicembre 1992 come termine e insistendo per l'adozione di un approccio globale ed ambizioso all'integrazione del mercato con l'abolizione delle barriere fisiche, tecniche e fiscali. A causa di dissensi politici con Margaret Thatcher sul grado di integrazione europea e in particolare sul grado di armonizzazione della tassazione indiretta, allo scadere del suo incarico nel gennaio 1989 Cockfield non venne riconfermato.
Dal 1989 al 1993 Cockfield fu consulente per gli affari europei della società KPMG.

## Onorificenze
Cockfield venne nominato cavaliere nel 1973. Nel 1978 venne nominato barone di Dover. Entrò a far parte del Consiglio privato di sua maestà nel 1982.
Nel 1990 gli venne assegnata la Gran croce dell'Ordine di Leopoldo II del Belgio.
Ricevette varie lauree honoris causa da università britanniche e statunitensi.

## Vita personale
Cockfield si sposò nel 1943 ed ebbe due figli, Hilary e Roger. Negli anni sessanta divorziò e nel 1970 si sposò con la seconda moglie.
Cockfield e la seconda moglie sono sepolti sull'Isola di Man.

## Pubblicazioni
- The European Union: creating the single market (1994)